# سکوندال

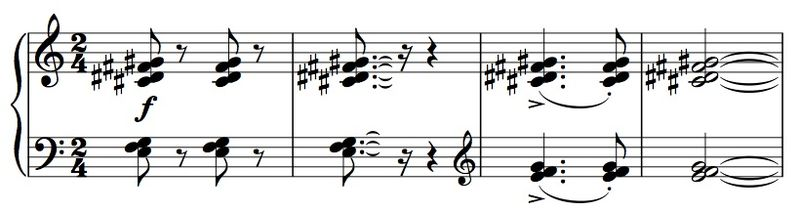
مثال از فواصل سکوندال به صورت آکورد خوشه‌ای.
چپ|اجرای آکوردهای خوشه‌ای

سِکوندال (انگلیسی: Secundal) یا آکورد سِکوندال در موسیقی و تئوری موسیقی به کیفیتی از آکوردهای ساخته شده به «فاصلهٔ دوم»، یا هر نوع صدایی ساخته شده مانند کنترپوان، از دوم بزرگ و دوم کوچک است. آکوردهای سکوندال معمولاً و به‌طور کلی آکوردهای خوشه‌ای نامیده می‌شوند، به خصوص هنگامی که غیر دیاتونیک هستند. کاربرد بیشتر از دو صدا با فاصلهٔ سکوندال را به راحتی می‌توان آکورد خوشه‌ای نامید. فاصلهٔ هفتم بزرگ یا کوچک به خاطر اینکه معکوس دوم‌ها هستند سکوندال محسوب می‌شوند و همچنین کاربردِ پلی‌کوردها نیز ممکن است «آکورد سکوندال» ایجاد کنند.

## شرح نظری
آکوردها به‌طور کلی در سه گروه از فواصلِ موسیقی تشکیل می‌شوند که عبارتند از:
1. فواصل سوم و ششم (تیرس).
2. فواصل چهارم و پنجم (کُوارتال).
3. فواصل دوم و هفتم (سِکوندال).

در ساختارِ آکوردهای سکوندال، فواصلِ دومِ بزرگ و کوچک قرار می‌گیرند و فاصلهٔ دوم افزوده به خاطر تأثیری که شبیه فاصلهٔ سوم دارد، در این ترکیب جای ندارد. آکوردهای سکوندال می‌توانند از سه نت، چهار نت و پنج نت به بالا تشکیل شوند و اگر به صورتِ فشرده در منطقهٔ صوتی بم قرار گیرد، صدایی مبهم و شبیه سازهای کوبه‌ای دارد. افزودنِ فاصلهٔ دوم به «تیرس»، «کوارتال» یا آکوردهای ترکیبی، باعث تشکیل آکورد سکوندال نمی‌شود و نوعی «آکورد با نت اضافه»محسوب می‌گردد.

## یادداشت
1. ↑  Added-Note Chords